# Microsaccus griffithii
Microsaccus griffithii là một loài thực vật có hoa trong họ Lan. Loài này được (E.C.Parish & Rchb.f.) Seidenf. mô tả khoa học đầu tiên năm 1988.